# Robert Vágner
Robert Vágner (* 12. května 1974, Plzeň) je český fotbalový útočník a bývalý reprezentant. Aktuálně je hlavním trenérem FK Baník Most 1909.

## Fotbalová kariéra
S fotbalem začínal v Lokomotivě Plzeň a po roce přešel do Škody Plzeň. V roce 1995 přestoupil do SK Slavia Praha. V roce 1997 dal v dresu Slavie v zápase proti Uherskému Hradišti 4 branky a přispěl k vysokému vítězství 9:1. Stal se druhým čtyřgólovým střelcem v historii samostatné české ligy (po Josefu Obajdinovi).
Později hrál za FK Teplice, v Maďarsku za Újpest FC, jednu sezónu za německý bundesligový tým FC Energie Cottbus, znovu se vrátil do Maďarska do Ferencvárosi TC. V roce 2005 se vrátil do mateřského týmu FC Viktoria Plzeň. Po jedné sezóně odešel do druhé řecké ligy a pak do nižší německé soutěže. V letech 1995 a 1999 nastoupil dvakrát v přátelských utkáních za reprezentaci, v reprezentaci do 21 let nastoupil k 6 utkáním a dal 1 gól. V lize odehrál 229 utkání a dal 54 gólů. Po skončení aktivní hráčské kariéry se dal na trenérskou dráhu. Jeho prvním týmem který jako trenér vedl byl FC Chomutov. Nyní působí, jako hlavní trenér, u celku FK Baník Most 1909.

## Ligová bilance
| Ročník                               | Zápasy | Góly | Klub               |
| ------------------------------------ | ------ | ---- | ------------------ |
| 1. česká fotbalová liga 1993/94      | 22     | 4    | FC Viktoria Plzeň  |
| 1. česká fotbalová liga 1994/95      | 25     | 5    | FC Viktoria Plzeň  |
| 1. česká fotbalová liga 1995/96      | 28     | 11   | SK Slavia Praha    |
| 1. česká fotbalová liga 1996/97      | 25     | 7    | SK Slavia Praha    |
| Gambrinus liga 1997/98               | 27     | 6    | SK Slavia Praha    |
| Gambrinus liga 1998/99               | 27     | 12   | SK Slavia Praha    |
| Gambrinus liga 1999/00               | 27     | 3    | SK Slavia Praha    |
| Gambrinus liga 2000/01               | 2      | 0    | SK Slavia Praha    |
| Gambrinus liga 2000/01               | 20     | 2    | FK Teplice         |
| 1. maďarská liga 2001/02             | 31     | 9    | Újpest FC          |
| Německá fotbalová Bundesliga 2002/03 | 20     | 2    | FC Energie Cottbus |
| 1. maďarská liga 2004/05             | 20     | 6    | Ferencvárosi TC    |
| Gambrinus liga 2005/06               | 27     | 5    | FC Viktoria Plzeň  |
| CELKEM                               | 301    | 72   |                    |